# Agrypon falcator
Agrypon falcator là một loài tò vò trong họ Ichneumonidae.